# Municipio de Juniata (Míchigan)
El municipio de Juniata (en inglés: Juniata Township) es un municipio ubicado en el condado de Tuscola en el estado estadounidense de Míchigan. En el año 2010 tenía una población de 1567 habitantes y una densidad poblacional de 17,14 personas por km².

## Geografía
El municipio de Juniata se encuentra ubicado en las coordenadas 43°26′9″N 83°31′11″O / 43.43583, -83.51972. Según la Oficina del Censo de los Estados Unidos, el municipio tiene una superficie total de 91.44 km², de la cual 90,03 km² corresponden a tierra firme y (1,54 %) 1,41 km² es agua.

## Demografía
Según el censo de 2010, había 1567 personas residiendo en el municipio de Juniata. La densidad de población era de 17,14 hab./km². De los 1567 habitantes, el municipio de Juniata estaba compuesto por el 96,3 % blancos, el 1,21 % eran afroamericanos, el 0,26 % eran amerindios, el 0,06 % eran asiáticos, el 0,89 % eran de otras razas y el 1,28 % eran de una mezcla de razas. Del total de la población el 3,38 % eran hispanos o latinos de cualquier raza.